# Eclissi solare del 2 agosto 2027
L'eclissi solare del 2 agosto 2027 è un evento astronomico che avrà luogo il suddetto giorno, attorno alle ore 10 UTC.
In Europa, il cono d'ombra della totalità passerà per il Mar Mediterraneo, pertanto sarà visibile come parziale da quasi tutto il continente, eccetto le estreme zone nord della Scandinavia e la Russia europea nord orientale, mentre sarà osservabile come totale soltanto dalla Spagna meridionale, in un'area piuttosto ristretta, da Siviglia a Gibilterra.

## Italia
In Italia sarà visibile come eclissi parziale, dall'80% fino al 99% della totalità, a seconda della latitudine, più apprezzabile dalle coste della Sicilia meridionale (Ragusa, Noto), mentre sarà visibile come totale al largo di Lampedusa, in territorio italiano ma in pieno mare aperto (confine del cono d'ombra a lat. 35° 20' N, long. 12°, 20' E), con la piena totalità intorno alle 11:15 (fuso orario di Roma).

## Simulazione zona d'ombra